# Ayesha Takia
Ayesha Takia  (en hindi आयेषा टाकिय़ा) est une actrice indienne née le 10 avril 1986.

## Vie privée
Ayesha Takia est mariée à Farhan Azmi depuis le 1er mars 2009. Elle a une sœur, et est la cousine du jeune acteur Abdul Zafar

## Récompenses
- 2004 : IIFA Awards, meilleur espoir féminin
- 2005 : Filmfare Awards 2005, meilleur espoir féminin pour Taarzan: The Wonder Car
- 2005 : Star's Sabsey Favourite Nayi Heroine
- 2007 : Star Screen Awards, meilleure actrice décerné par les critiques pour Dor
- 2007 : Stardust Awards, meilleur second rôle féminin pour Dor
- 2007 : Bengal Film Journalists Association Awards, meilleure actrice pour Dor
- 2007 : Zee Cine Awards, meilleure actrice décerné par les critiques partagé avec Gul Panag pour Dor

## Filmographie
| Film                             | Année | Rôle                | Commentaire              |
| -------------------------------- | ----- | ------------------- | ------------------------ |
| Taarzan: The Wonder Car          | 2004  | Priya Rakesh Kapoor |                          |
| Dil Maange More                  | 2004  | Shagun              |                          |
| Socha Na Tha                     | 2005  | Aditi               |                          |
| Shaadi No. 1                     | 2005  | Bhavna              |                          |
| Super                            | 2005  | Siri Valli          | Telugu film              |
| Home Delivery: Aapko... Ghar Tak | 2005  | Jenny               |                          |
| Shaadi Se Pehle                  | 2006  | Rani                |                          |
| Yun Hota Toh Kya Hota            | 2006  | Khushboo            |                          |
| Dor                              | 2006  | Meera               |                          |
| Salaam-e-Ishq: A Tribute To Love | 2007  | Gia Bakshi          |                          |
| Kya Love Story Hai               | 2007  | Kajal Mehra         |                          |
| Fool and Final                   | 2007  | Tina                |                          |
| Cash                             | 2007  | Riya                | Special Appearance       |
| Blood Brothers                   | 2007  | Keya                | Court métrage            |
| No Smoking                       | 2007  | Anjali / Annie      | Double rôle              |
| Sunday                           | 2008  | Sehar Thapar        |                          |
| De Taali                         | 2008  | Amrita "Amu"        |                          |
| Wanted                           | 2009  | Jhanvi              |                          |
| 8 X 10 Tasveer                   | 2009  | Sheela              | Premier rôle négatif     |
| Paathshala                       | 2009  | Soniya              |                          |
| Ab Dilli Door Nahin              | 2009  | Leopard             | Annoncé Film d'animation |